# Umarjon Sharipov
Umarjon Sharipov (Hisor, 5 de junio de 2000) es un futbolista tayiko que juega en la demarcación de centrocampista para el Khosilot Farkhor de la Liga de fútbol de Tayikistán.

## Selección nacional
Tras jugar en las categorías inferiores de la selección, finalmente hizo su debut con la selección de fútbol de Tayikistán en un partido amistoso contra Uzbekistán que finalizó con un resultado de 2-1 tras los goles de Murod Kholmukhamedov y Shakhzod Ubaydullaev para Uzbekistán y de Zoir Dzhuraboyev para Tayikistán.

## Clubes
| Club             | País       | Año       | Partidos | Goles |
| ---------------- | ---------- | --------- | -------- | ----- |
| FC Khatlon       | Tayikistán | 2017-2020 | 31       | 13    |
| FK Turon Yaypan  | Uzbekistán | 2021      | 1        | 0     |
| FC Khatlon       | Tayikistán | 2021-2023 | 47       | 4     |
| Khosilot Farkhor | Tayikistán | 2024-     |          |       |